# Onthophagus vesanus
Onthophagus vesanus là một loài bọ cánh cứng trong họ Bọ hung (Scarabaeidae).